# Priscilla Bright McLaren
Pour les articles homonymes, voir Bright et McLaren.
Priscilla Bright McLaren, née à Rochdale le 8 septembre 1815 et morte à Édimbourg le 5 novembre 1906, est une activiste écossaise engagée dans le mouvement antiesclavagiste et les revendications en faveur du droit de vote des femmes au XIXe siècle. Elle est membre de la Edinburgh Ladies' Emancipation Society et de la Edinburgh National Society for Women's Suffrage.

## Biographie
Priscilla Bright naît à Rochdale, dans le Lancashire, dans une famille quaker. Son père, Jacob Bright, industriel du coton et sa mère, Martha Wood, sont convaincus des bienfaits de l'éducation. Sa sœur Margaret Bright Lucas est engagée dans les mouvements de lutte contre l'alcoolisme et en faveur du droit de vote des femmes, et deux de ses frères sont députés radicaux, John Bright et Jacob Bright. Elle fait ses études secondaires à York puis à Liverpool. Durant son enfance, elle a la possibilité de visiter la prison de Newgate avec la réformatrice humaniste quaker Elizabeth Fry.
Lorsque son frère John devient veuf en 1841, Priscilla s'installe chez lui et tient la maison, notamment pour s'occuper de sa nièce Helen Bright Clark, mais également en soutenant les activités politiques de son frère. Lorsque celui-ci se remarie en 1847, Priscilla est libre d'accepter la proposition de mariage de Duncan McLaren, homme d'affaires presbytérien d'Édimbourg déjà veuf et père de cinq enfants. Le couple partage les mêmes intérêts et les mêmes préoccupations. Ils se marient le 6 juillet 1847 et ont trois enfants, Charles McLaren, juriste et parlementaire, Helen Priscilla McLaren et Walter McLaren, parlementaire comme son frère. Duncan McLaren est élu député libéral d'Édimbourg en 1865. La famille vit à Newington House, Blacket Avenue, à Édimbourg. Les McLaren soutiennent le combat de Josephine Butler contre les lois sur les maladies contagieuses de 1864 et 1866. En 1871, Duncan McLaren présente au parlement une pétition signée par 250 000 personnes opposées à ces lois. Le couple milite également en faveur de l'accès des femmes à la faculté de médecine d'Édimbourg, entre 1969 et 1872. Priscilla Bright McLaren soutient la nécessité d'avoir des réunions réservées aux femmes, afin de faciliter la « liberté de parole » des participantes.

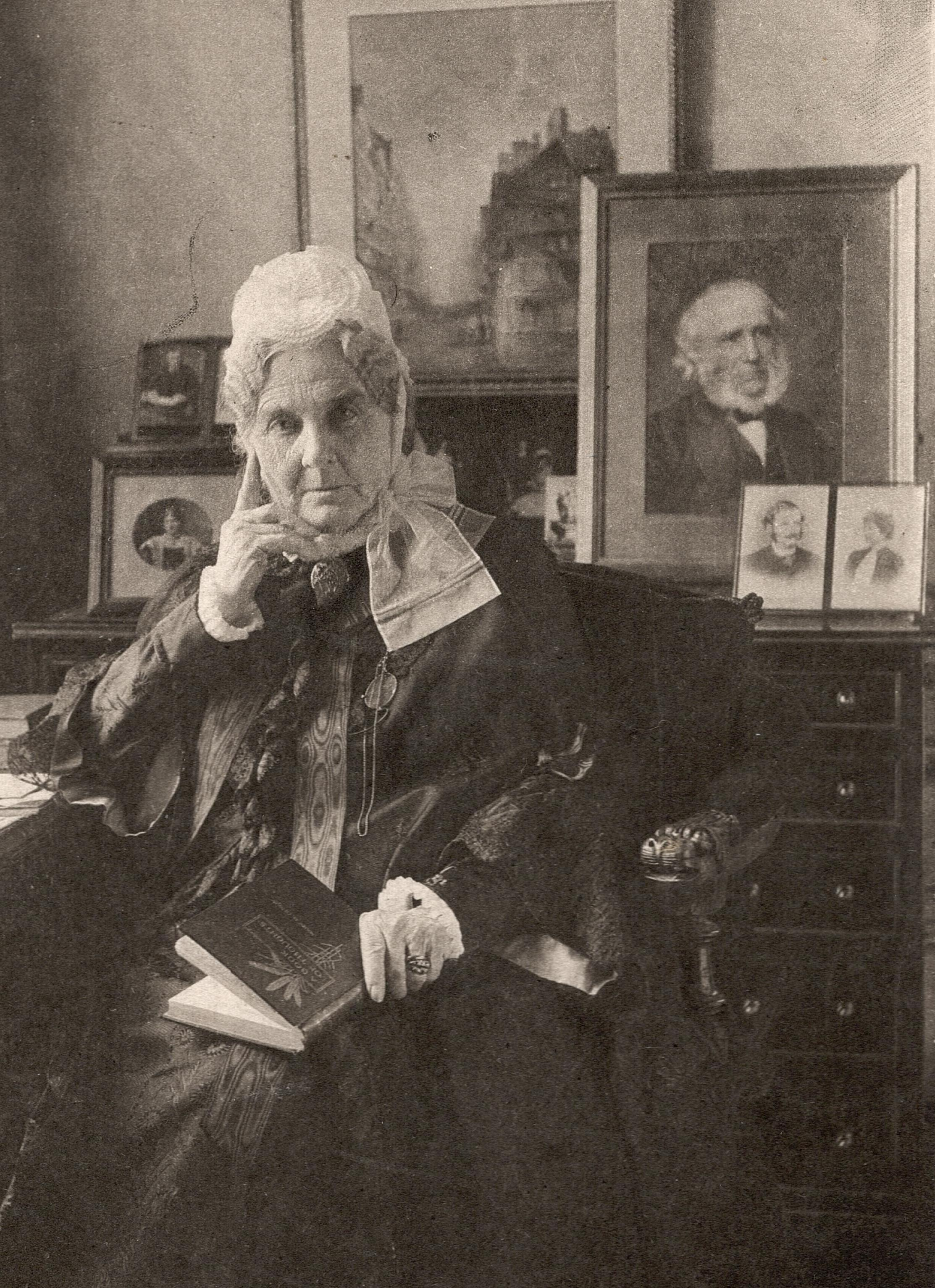
Priscilla Bright Mclaren

Elle soutient l'amendement proposé par John Stuart Mill en faveur du droit de vote des femmes en 1867 et participe, avec Eliza Wigham, Jane Smeal et d'autres militantes du droit de vote des femmes, à la création d'une branche locale de la National Society for Women's Suffrage à Édimbourg : la Edinburgh National Society for Women's Suffrage,. Eliza Wigham et Agnès McLaren, belle-fille de Priscilla Bright McLaren, deviennent secrétaires de la société, tandis que Priscilla Bright McLaren en est la présidente et Elizabeth Pease Nichol, la trésorière. Elle soutient l'action de son frère Jacob Bright lorsque celui-ci prend la tête des suffragistes au Parlement, tandis que son autre frère, John Bright reste fermé aux revendications suffragistes. Priscilla Bright McLaren est très déçue de la prise de position du parti libéral qui se prononce contre le suffrage des femmes en 1881. Elle se plaint notamment du discours de Gladstone et du silence gardé par les hommes quant à cette question. Son désaccord avec Gladstone se manifeste à nouveau à propos du Home Rule et elle rejoint le parti libéral unioniste.
Priscilla Bright McLaren meurt des conséquences d'une pneumonie, à son domicile d'Édimbourg le 5 novembre 1906. Elle est inhumée à côté de son mari dans le cimetière paroissial de St Cuthbert, à Édimbourg, le 9 novembre.

## Postérité
Quatre femmes associées à l'histoire d'Édimbourg ont fait l'objet d'une campagne des historiens locaux en 2015. Outre Priscilla Bright McLaren, il s'agit d'Elizabeth Pease Nichol, d'Eliza Wigham et de Jane Wigham, « héroïnes oubliées » de l'histoire d'Écosse.